# División G
La División G  era una oficina divisional de civil de la Policía Metropolitana de Dublín que se ocupaba del trabajo de la policía detectivesca . Las divisiones A a F de la DMP eran secciones uniformadas responsables de distritos particulares de la ciudad.

## Historia temprana
Establecida en 1842, la División G era un organismo puramente de investigación, compuesto por detectives vestidos de civil, y era exclusivo del DMP. 'En lugar de tener detectives adjuntos a cada división, como era la práctica en Londres, la administración de la Policía de Dublín estableció una oficina central, o División G, para todo el distrito en Exchange Court, Dublin Castle. Un superintendente, dos sargentos y 14 agentes fueron asignados a la División de Detectives. Cierto número de alguaciles estaban de guardia día y noche, mientras que otros estaban empleados exclusivamente en relación con las oficinas de los prestamistas. Se mantuvo especial atención y vigilancia continua sobre las redes de receptores de bienes sustraídos.'
En 1859, gran parte del trabajo de la División G estaba relacionado con el fenianismo . El superintendente Daniel Ryan encabezó a los detectives que respondían a Sir Henry Lake, comisionado jefe de la Policía Metropolitana de Dublín (DMP). Ryan tenía un informador llamado Pierce Nagle en las oficinas del periódico Fenian Irish People . En 1865, Nagle advirtió a Ryan sobre un mensaje de "acción este año" en camino a la unidad de la Hermandad Republicana Irlandesa en Tipperary. El 15 de julio de 1865, se descubrieron planes irlandeses-estadounidenses para un levantamiento del IRB en Irlanda cuando el emisario los perdió en Kingstown .estación de ferrocarril. Ryan allanó las oficinas del periódico el 15 de septiembre y el personal fue arrestado. Fueron juzgados y condenados a penas de servidumbre penal.
En 1874, John Mallon sucedió a Ryan como jefe de la División G. El padre de Mallon había estado vinculado con la Ribbon Society , pero el hijo se había especializado en su carrera trabajando contra el republicanismo irlandés . Tenía un amplio conocimiento de los separatistas y operaba una red personal de espías e informantes. En la década de 1880, la División G se enfrentó a insurgentes separatistas, incluidos los Invencibles . También operó contra la Land League e incluso contra el Partido Parlamentario Irlandés y arrestó a Charles Stewart Parnell en 1881. Mallon supervisó la División G hasta su retiro en enero de 1902. Para proteger a sus informantes, Mallon se había negado a poner gran parte de su conocimiento en papel.

## Guerra angloirlandesa
La mayoría desarmada y uniformada de la Policía Metropolitana de Dublín desempeñó un papel relativamente neutral durante los disturbios de 1919 y restringió sus funciones a roles tradicionales como la investigación criminal y el control del tráfico. Sin embargo, se empleó una División G ampliada como agencia de inteligencia activa contra el IRA. En su libro "El espía en el castillo", David Neligan , un agente doble del IRA que se infiltró en la División G, sugiere que gran parte de su actividad no era profesional y dependía de informantes locales reclutados casualmente, además de conspicuos oficiales ingleses cuya experiencia durante la guerra en El Cairo y otros lugares. tenía poca relevancia para las condiciones de Dublín.
Varios oficiales de DMP ayudaron activamente al IRA durante la Guerra de Independencia de Irlanda (1919-1921), el más famoso fue Edward Broy , quien pasó valiosa inteligencia al líder del IRA Michael Collins durante todo el conflicto. Broy era un agente doble con el rango de sargento detective (DS) y trabajaba como empleado dentro de la rama de la división G. Allí, copió archivos confidenciales para Collins y le pasó este material a este último a través de Thomas Gay ., el bibliotecario de Capel Street Library. El 7 de abril de 1919, Broy introdujo de contrabando a Collins en los archivos de la División G en Brunswick Street, lo que le permitió identificar a los "G-Men", siete de los cuales serían asesinados por el IRA.
30 de julio de 1919: el primer asesinato autorizado por Collins se llevó a cabo cuando el sargento detective Patrick Smyth, [9] "el perro", recibió un disparo cerca de Drumcondra, Dublín . El escuadrón de Collins continuaría apuntando a G-men vestidos de civil.
12 de septiembre de 1919: el detective Daniel Hoey de la División DMP "G" asesinado por "The Squad" de Michael Collins.
19 de octubre de 1919: muere el detective Michael Downing de la División DMP "G"
29 de noviembre de 1919: el sargento detective John Barton de la División "G" de DMP asesinado por "The Squad" de Michael Collins
21 de enero de 1920: el inspector de distrito de RIC William Redmond de la división "G" de DMP asesinado por "The Squad" de Michael Collins
14 de abril de 1920: se produjo el tiroteo del detective Harry Kells en Camden St Portobello, Dublín . Fue trasladado de urgencia al Hospital Meath donde murió. Kells había estado realizando desfiles de identidad entre los muchos reclusos republicanos en la prisión de Mountjoy . Más de 100 personas fueron arrestadas como resultado.
20 de abril de 1920: el detective Laurence Dalton de la División "G" es asesinado a tiros.
En noviembre de 1923, la división se fusionó con Oriel House , el Departamento de Inteligencia del Estado Libre de Irlanda . La nueva Rama de Detectives fue puesta bajo el control del Coronel Neligan, el director de Inteligencia en el Ejército del Estado Libre .